# Eriosema lebrunii
Eriosema lebrunii är en ärtväxtart som beskrevs av Pierre Staner och De Craene. Eriosema lebrunii ingår i släktet Eriosema och familjen ärtväxter. Inga underarter finns listade i Catalogue of Life.